# 22e régiment de chasseurs à cheval
Le 22e régiment de chasseurs à cheval est une ancienne unité de cavalerie l’armée française constituée en 1793 et dissoute en 1916.

## Création et différentes dénominations
- Le 22e régiment de chasseurs à cheval fut formé le 6 septembre 1793 à partir de la cavalerie de la Légion des Pyrénées.
- 1814 : le 22e régiment de chasseurs à cheval est dissous peu de temps après l'abdication de Napoléon Ier
- 14 décembre 1914 : 22e régiment de chasseurs à cheval
- 4 janvier 1916 : dissous

## Chefs de corps
Colonels et chef de brigade
- 1793-1798 : Inconnu
- 1798 : Antoine Charles Louis de Lasalle, nommé le 5 août 1798
- 1800 : Victor de Fay de La Tour-Maubourg - chef de brigade le 27 juillet 1800
- 1805 : Étienne Tardif de Pommeroux de Bordesoulle - colonel
- 1807 : Jean-Baptiste Piéton-Prémalé - colonel - tué au combat le 14 juillet 1808 à la bataille de Medina de Rioseco -
- 1808 : François Michel dit Defosses - colonel
- 1914-1916 : commandant puis lieutenant colonel Détroyat

## Historique des garnisons, combats et batailles

### Guerres de la Révolution et de l’Empire
- 1793 : armée des Pyrénées Orientales
- 1796 - 1798 : armée d'Italie
  - Bataille de Montenotte
  - Bataille du pont de Lodi
  - Bataille de Rivoli
- 1798 -1801 : armée d'Orient (campagne d'Égypte)
  - 24 pluviôse an VII (12 février 1799) : Combat de Syène
  - Bataille d'Héliopolis
- 1805 : Campagne d'Autriche
  - Bataille et franchissement de l'Enns
  - Bataille de Wischau
  - Bataille d'Ulm
  - 2 décembre : Bataille d'Austerlitz
- 1806 -1807 : campagne de Prusse et de Pologne
- 1806 :
  - 14 octobre : Bataille d'Iéna
  - Waren-Nossentin
  - prise de Lübeck
- 1807 :
  - Hoff
  - 8 février : Bataille d'Eylau
  - Bataille de Guttstadt
  - Bataille d'Heilsberg
  - Bataille de Friedland
- 1808 - 1812 : Espagne
- 1808 :
  - Bataille de Medina de Rioseco
  - Niou
  - prise de Burgos
- 1809 :
  - Hoya
  - Benavente
  - Pontevedra
  - Salamanque
- 1810 :
  - Astagora
- 1811 :
  - Bataille de Sabugal
- 1812 :
  - Bataille des Arapiles
  - Pancorbo
  - Torquemada
  - Burgos
- 1813 :
  - Vittoria,
- 1813 : Campagne d'Allemagne
  - Bataille de Gross Beeren
  - Luchenwald
  - Wittenburg
  - Juterbock - Bataille de Bautzen
  - Monasterio (Espagne),
  - 16-19 octobre : Bataille de Leipzig
- 1814 : Guerre d'indépendance espagnole, Campagne de France (1814)
  - 27 février : bataille d'Orthez
  - Bataille de Toulouse
  - Bataille de Montereau
  - Bataille de Saint-Dizier
  - Joigny

### Première Guerre mondiale

#### 1914
Extrait du JMO du 22 R.C.C :
En vertu de l'ordre n° 795/3 du 10 décembre 1914 émanant de Monsieur le Général de Division Putz, commandant le détachement d'armée des Vosges, Monsieur le Commandant Détroyat, commandant le 1er Groupe de réserve du 26e Dragons est désigné pour exercer le commandement d'un régiment de marche de Chasseurs (constituant avec 3 escadrons du 12e Hussards, la brigade légère Matuszinski de la 10e Division de Cavalerie) et reçoit l'ordre de quitter à la date du 12 décembre le cantonnement de Thann (Alsace) où il exerçait les fonctions de commandant d'armes, emmenant avec lui son État-Major de troupes.
Le régiment de marche de Chasseurs est constitué à la date du 14 décembre 1914 et réuni au cantonnement de Rougemont-le-Château (Territoire de Belfort). Ce régiment est composé de :
- 1er de l'État Major ex groupe du 26e Dragons
- 2e du 6e escadron du 11e Chasseurs
- 3e du 5e escadron du 14e Chasseurs
- 4e du 11e escadron du 16e Chasseurs

avec les effectifs ci-après :
- 20 officiers
- 444 hommes de troupe
- 438 chevaux

#### 1915
Le 1er régiment de marche devient, en 1915, le 22e Chasseurs.

#### 1916
Le 22e Chasseur est dissous en 1916.
Extrait du JMO du 22 R.C.C :
- 4 janvier 1916 : Le 22e Chasseurs est dissous (Ordre particulier de la 7e Armée N°98) et forme 2 groupes d'escadrons divisionnaires :
  - 1er groupe (Commandant Lecomte) à la 41e Division
  - 2e groupe (Capitaine Lobez) à la 47e Division
  - Le Lieutenant-Colonel Detroyat est affecté au 16e Chasseurs."

#### 1918
- Première Guerre mondiale

## Traditions et uniformes

### Étendard
Il n'y a aucune inscription sur son drapeau.

- - Ulm
  - Austerlitz
  - Iéna
  - Eylau
  - Friedland
- de la Troisième République
  - Rivoli
  - Héliopolis
  - Heilsberg
  - Medina de Rioseco

[Information douteuse]

## Personnages célèbres ayant servi au22eRégiment de Chasseurs à cheval
- Maréchal Bessières
- Joseph Damingue
- Le Général Lasalle
- Colonel François Michel
- Jean Baptiste Barbanègre

## Sources et références
1. ↑  Décision no 12350/SGA/DPMA/SHD/DAT du 14 septembre 2007 relative aux inscriptions de noms de batailles sur les drapeaux et étendards des corps de troupe de l'armée de terre, du service de santé des armées et du service des essences des armées, Bulletin officiel des armées, no 27, 9 novembre 2007